# Montrose (Szkocja)
Montrose (gael. Monadh Rois, scots Montrose) – miasto we wschodniej Szkocji, w hrabstwie Angus, położone na mierzei oddzielającej zatokę Montrose Basin od Morza Północnego. W 2011 roku liczyło 11 955 mieszkańców.
Miejscowość założona została po tym, gdy wcześniejsza osada, położona na zachodnim brzegu zatoki, około 3 km na zachód, zniszczona została w 980 roku podczas najazdu wikingów. W XII wieku Dawid I nadał jej prawa miejskie. W tym samym okresie zbudowany został zamek, zniszczony przez Williama Wallace′a w 1297 roku (nie zachowały się żadne pozostałości). Rok wcześniej abdykował tu król Szkocji Jan Balliol, poddając kraj Edwardowi I, królowi Anglii.
Na przestrzeni wieków miasto rozwinęło się jako port rybacki. Produkowane były tu dżemy oraz juta. Współcześnie istotną rolę odgrywają turystyka i usługi dla przemysłu petrochemicznego.
W mieście znajduje się stacja kolejowa na linii łączącej Aberdeen z centralną częścią kraju.